# 오토트레인 (기업)

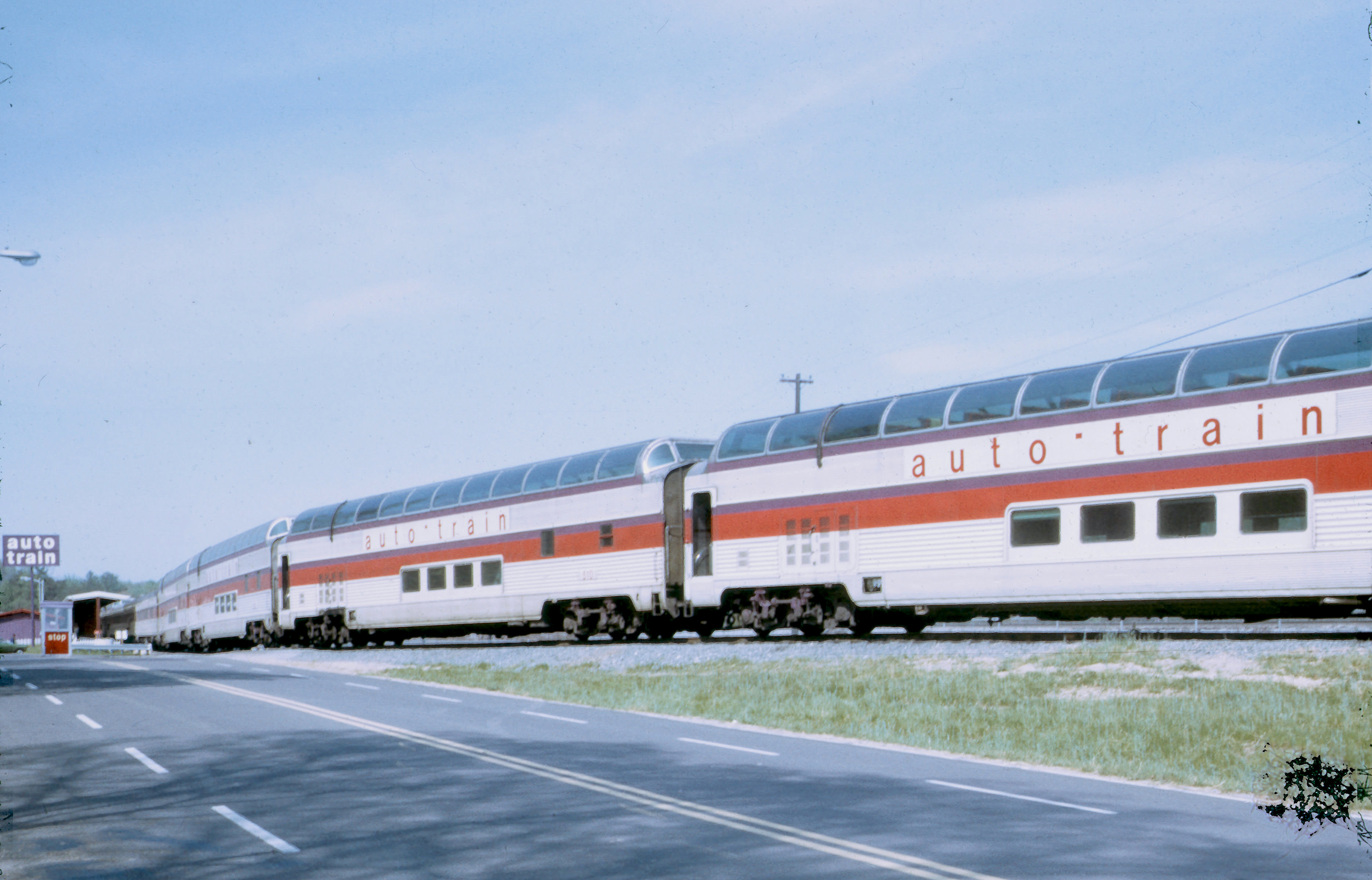

오토트레인 주식회사(영어: Auto-Train Corporation)는 미국 동부에서 영업하던 철도 회사이다. 1971년에 오토트레인의 개통과 동시에 설립이 되었다. 1976년에 일어난 탈선 사고로 인해 회사가 어려워졌고 막대한 승무원 비용과 사업 실패로 경영난에 시달리다가 1981년 4월에 노선이 폐지와 동시에 파산에 이르게 되었다. 1983년에 암트랙이 오토트레인을 재개통 되면서 현재에 이르고 있다.